# Язевая (нижний приток Енисея)
Язевая — река в Туруханском районе Красноярского края, левый приток Енисея относится к Енисейскому бассейновому округу.
Исток находится в болотах урочища Сосновое, по смешанным, елово-берёзовым лесам река течёт на восток, протекая через небольшое озеро Язевое (из пойменных водоёмов Енисея). Длина реки — 12 км, притоков не имеет. Принимает справа значительный приток Кедровая.
Впадает в Енисей слева на высоте 8 м над уровнем моря, в 1068 км от устья.